# Acheta domestica
Acheta domestica là một dế nhiều khả năng có nguồn gốc từ Tây Nam Á, nhưng đã lan rộng trên toàn thế giới. Chúng được nuôi thương mại làm thức ăn cho vật nuôi như động vật lưỡng cư, động vật chân đốt, các loài chim và các loài bò sát, nhưng có thể được lưu giữ như là vật nuôi, như là trường hợp ở Trung Quốc và Nhật Bản.

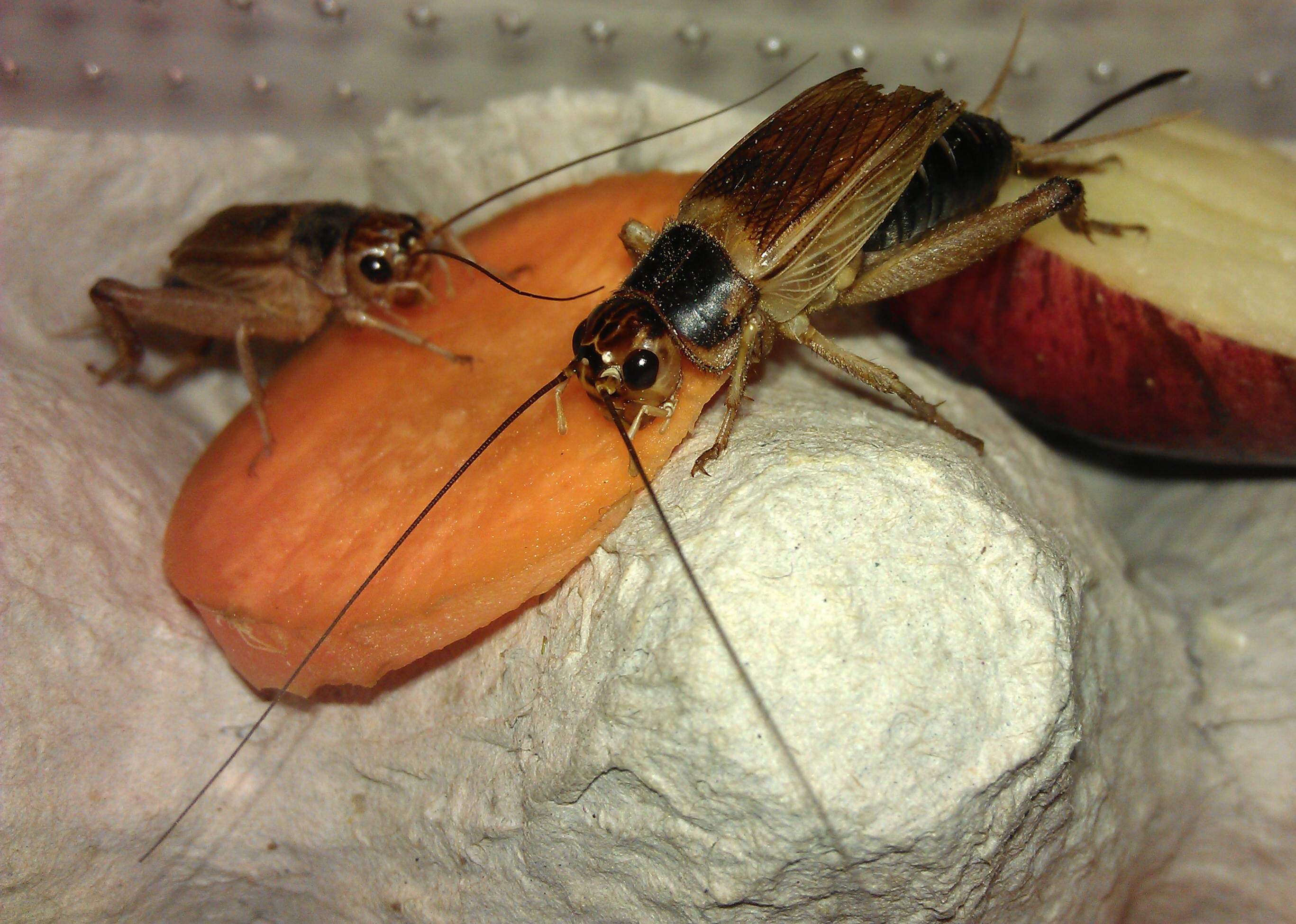
Hai con dế đang ăn carrot

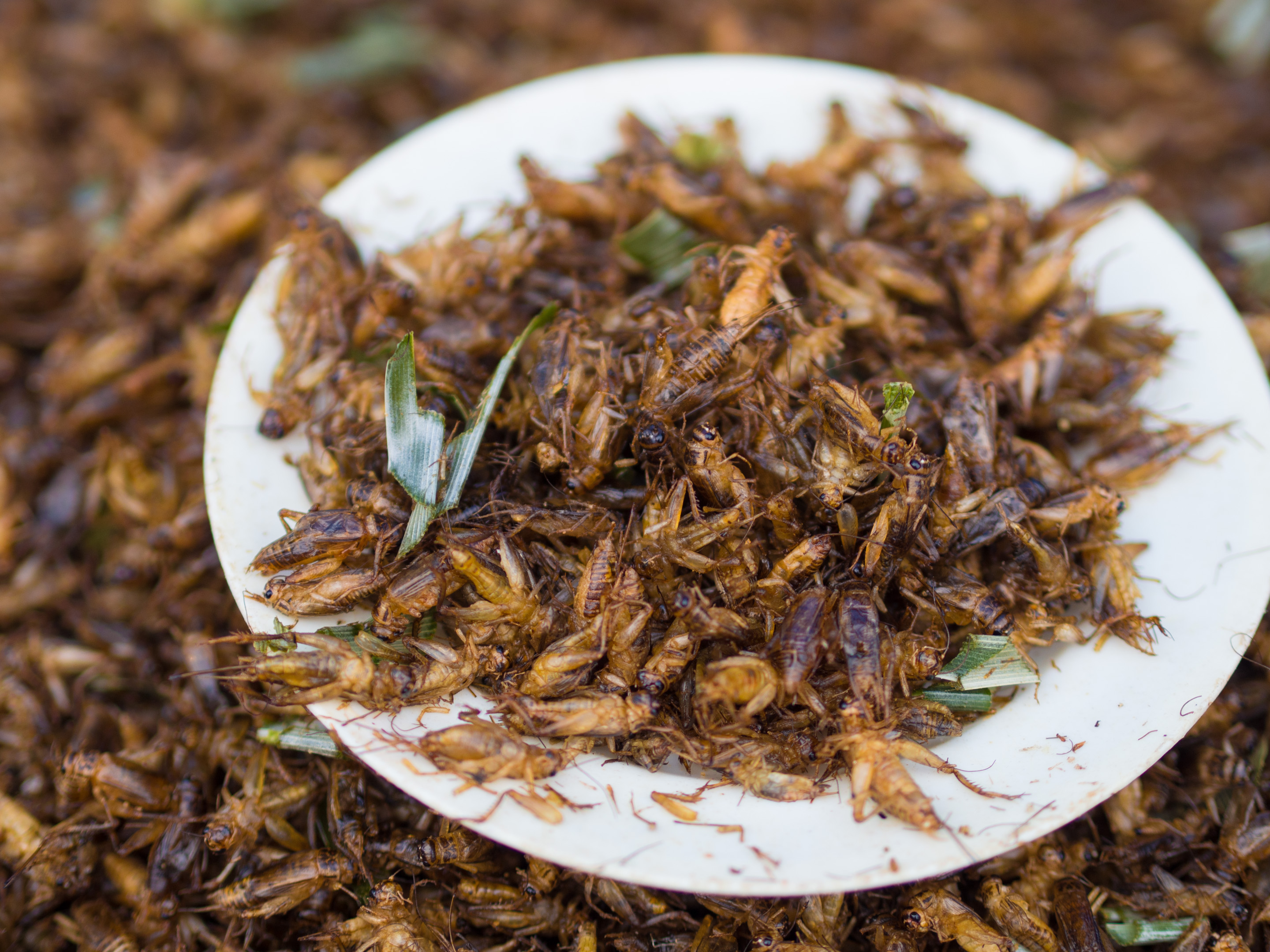
Dế chiên bán như thực phẩm tại một số chợ ở Thái Lan

## Mô tả
Acheta domestica thường màu xám hoặc màu nâu, dài tới 16–21 mm (0,63-0,83 in). Con đực và con cái trông tương tự.

## Con người
Nó cũng được nuôi ở Thái Lan, nơi chúng phổ biến hơn so với các loài dế có nguồn gốc do hương vị ngon và hình dáng. Chúng thường được dùng như ăn một món ăn chiên.

## Trong văn hóa đại chúng
- Cuốn sách năm 1960 cho trẻ em: Dế mèn ở Quảng trường Thời đại.